# Octaazufre
El octaazufre u octatiocano es una sustancia elemental que constituye un alótropo de azufre con fórmula S8. Es un sólido amarillo, inodoro e insípido. Es el alótropo más común del azufre. Es un producto químico industrial importante que se presenta ampliamente en la naturaleza.

## Estructura
La sustancia adopta una conformación de corona con simetría de grupo de puntos D4d. Las longitudes de los enlaces S – S son iguales, a aproximadamente 2.05 Å. El octaazufre cristaliza en tres polimorfos distintos: romboédrico y dos formas monoclínicas, de las cuales solo dos son estables en condiciones estándar. La forma del cristal romboédrico es el estándar aceptado. El polimorfo restante solo es estable entre 96 y 115 °C a 100 kPa. El octaazufre forma varios polimorfos: α-azufre, β-azufre, γ-azufre, λ-azufre. El λ-azufre es la forma líquida del octasulfuro, a partir del cual se puede cristalizar el γ-azufre mediante enfriamiento. Si el λ-azufre se cristaliza lentamente, volverá a β-azufre. Como debe haberse calentado a más de 115 °C, ni el β-azufre cristalizado ni el γ-azufre serán puros. El único método conocido para obtener azufre γ puro es mediante cristalización a partir de una solución. 
El octaazufre forma fácilmente cristales grandes, que son típicamente amarillos y algo translúcidos.

## Producción y reacciones
Es el principal componente de azufre elemental (99%) , el cual se recupera de fuentes volcánicas y es un producto importante del Proceso de Claus, el cual está asociado con la refinación del petróleo.